# Copa dos Campeões da CONCACAF de 2007
A Copa dos Campeões da CONCACAF de 2007 foi a 42ª edição da competição de futebol realizada anualmente pela CONCACAF com clubes da América do Norte, Central e Caribe. O vencedor do torneio foi o Pachuca que classificou-se para o Campeonato Mundial de Clubes da FIFA 2007.
Antes da fase final, as equipes da América Central e do Caribe realizaram uma fase preliminar dentro de suas regiões com jogos eliminatórios de ída e volta. Dois classificados pela América Central (UNCAF) e um pelo Caribe (CFU), integraram a fase decisiva.

## Equipes classificadas

### México
- Pachuca - campeão do torneio Clausura mexicano 2006
- Chivas Guadalajara - campeão do torneio Apertura mexicano 2006

### Estados Unidos
- Houston Dynamo - campeão da MLS Cup 2006
- DC United - campeão da MLS Supporters' Shield 2006

### Costa Rica
- Puntarenas - campeão da Copa Interclubes da UNCAF 2006

### Honduras
- Olimpia - vice-campeão da Copa Interclubes da UNCAF 2006

### Guatemala
- Marquense - terceiro colocado da Copa Interclubes da UNCAF 2006

### Trinidad e Tobago
- W Connection - campeão do Torneio da CFU 2006

## Quartas de final
Todos os jogos estão no horário local
| 22 de fevereiro de 2007 20:05 | Pachuca                               | 2 – 0 | Marquense | Estadio Hidalgo, Pachuca Público: Árbitro: Edgar Rodriguez CRC |
|                               | Marvin Cabrera 13' Damian Alvarez 58' |       |           |                                                                |

| 28 de fevereiro de 2007 18:15 | Marquense | 0 – 1 | Pachuca               | Estadio Marquesa de la Ensenada, San Marcos Público: 5.720 Árbitro: Ricardo Zelaya HON |
|                               |           |       | Luis Ángel Landín 17' |                                                                                        |

| 21 de fevereiro de 2007 13:35 | Puntarenas         | 1 – 0 | Houston Dynamo | Estadio Lito Pérez, Puntarenas Público: Árbitro: German Arredondo MEX |
|                               | Kurt Bernard 90'+2 |       |                |                                                                       |

| 1 de março de 2007 20:05 | Houston Dynamo                   | 2 – 0 | Puntarenas | Aggie Soccer Stadium, College Station, Texas Público: 4.286 Árbitro: Benito Archundia MEX |
|                          | Paul Dalglish 27' Kelly Gray 74' |       |            |                                                                                           |

| 13 de fevereiro de 2007 20:05 | W Connection                       | 2 – 1 | Chivas Guadalajara | Manny Ramjohn Stadium, Marabella Público: 4.000 Árbitro: Courtney Campbell JAM |
|                               | Earl Jean 76' Jose Luis Seabra 86' |       | Omar Bravo 61'     |                                                                                |

| 28 de fevereiro de 2007 20:45 | Chivas Guadalajara                          | 3 – 0 | W Connection | Estadio Jalisco, Guadalajara Público: Árbitro: Jose Pineda HON |
|                               | Sergio Santana 21', 46' Adolfo Bautista 74' |       |              |                                                                |

| 21 de fevereiro de 2007 20:00 | Olimpia                 | 1 – 4 | DC United                                                     | Estadio Tiburcio Carias Andino, Tegucigalpa Público: Árbitro: Jorge Gasso MEX |
|                               | Juan Manuel Carcamo 34' |       | Christian Gomez 31', 59' Luciano Emilio 49' Facundo Erpen 84' |                                                                               |

| 1 de março de 2007 19:05 | DC United                                       | 3 – 2 | Olimpia                               | RFK Stadium, Washington, DC Público: 8.181 Árbitro: Mauricio Navarro CAN |
|                          | Luciano Emilio 37', 84' Christian Gomez 48' (P) |       | Hendry Thomas 30' (P) Jose Pacini 75' |                                                                          |

## Semi-final
Todos os jogos estão no horário local
| 15 de março de 2007 19:30 | Houston Dynamo                        | 2 – 0 | Pachuca | Robertson Stadium, Houston, Texas Público: 13.007 Árbitro: Neal Brizan TRI |
|                           | Brian Ching 57' Chris Wondolowski 84' |       |         |                                                                            |

| 5 de abril de 2007 18:35 | Pachuca                                                           | 5 – 2 (pro) | Houston Dynamo                   | Estadio Hidalgo, Pachuca Público: Árbitro: Mauricio Navarro CAN |
|                          | Gabriel Caballero 4', 8' Christian Giménez 15' (P), 58' (P), 115' |             | Brian Mullan 53' Brian Ching 79' |                                                                 |

| 15 de março de 2007 20:00 | DC United            | 1 – 1 | Chivas Guadalajara | RFK Stadium, Washington, DC Público: 26.528 Árbitro: Silviu Petrescu CAN |
|                           | Luciano Emilio 90'+1 |       | Omar Bravo 93'     |                                                                          |

| 3 de abril de 2007 20:30 | Chivas Guadalajara                     | 2 – 1 | DC United        | Estadio Jalisco, Guadalajara Público: Árbitro: Roberto Moreno PAN |
|                          | Adolfo Bautista 42' Gonzalo Pineda 52' |       | Jaime Moreno 36' |                                                                   |

## Final
Todos os jogos estão no horário local
| 18 de Abril de 2007 | Chivas Guadalajara  | 2 – 2 | Pachuca                                  | Estadio Jalisco, Guadalajara Público: 30.000 Árbitro: Germán Arredondo MEX |
|                     | Omar Bravo 44', 67' |       | Juan Carlos Cacho 21' Marvin Cabrera 82' |                                                                            |

| 25 de Abril de 2007 | Pachuca | 0 – 0 (pro) (7–6 pen) | Chivas Guadalajara | Estadio Hidalgo, Pachuca Público: 30.000 Árbitro: Benito Archundia MEX |
|                     |         |                       |                    |                                                                        |

| |     | Penalidades                                                                                           |  |
| Damián Álvarez: Andrés Chitiva: Christian Giménez: Gerardo Rodriguez: Fernando Salazar: Leobardo Lopez: Luiz Ángel Landín: | 7–6 | Omar Bravo: Omar Esparza: Diego Martinez: Edgar Mejia: Gonzalo Pineda: José Mallagón: Alberto Medina: |  |

| Copa dos Campeões da CONCACAF 2007 |
| ---------------------------------- |
| PACHUCA Campeão (2º título)        |